# 第7回ロサンゼルス映画批評家協会賞
第7回ロサンゼルス映画批評家協会賞は、ロサンゼルス映画批評家協会によって1981年の映画に贈られた映画賞である。1981年12月14日に発表された。

## 受賞
- 主演男優賞:
  - バート・ランカスター – 『アトランティック・シティ』

- 主演女優賞:
  - メリル・ストリープ – 『フランス軍中尉の女』

- 撮影賞:
  - ヴィットリオ・ストラーロ - 『レッズ』

- 監督賞:
  - ウォーレン・ベイティ - 『レッズ』

- 作品賞:
  - 『アトランティック・シティ』

- 外国映画賞:
  - 『ピショット』 ( ブラジル)

- 音楽賞:
  - ランディ・ニューマン - 『ラグタイム』

- 脚本賞:
  - ジョン・グアーレ - 『アトランティック・シティ』

- 助演男優賞:
  - ジョン・ギールグッド - 『ミスター・アーサー』

- 助演女優賞:
  - モーリン・ステイプルトン - 『レッズ』